# Большой Мишов
Большой Мишов (азерб. Böyük Mişovdağ palçıq vulkanı) — грязевой вулкан в Азербайджане. Расположен в Сальянском районе, в Мишовдагской гряде.
Высота Большого Мишова составляет 292,5 м. Грязевой вулкан извергает природный газ и нефтяную воду. Территория на которой расположен грязевой вулкан относится к участку нефтяного месторождения Мишовдаг.